# Йозеф Шмідт (співак)

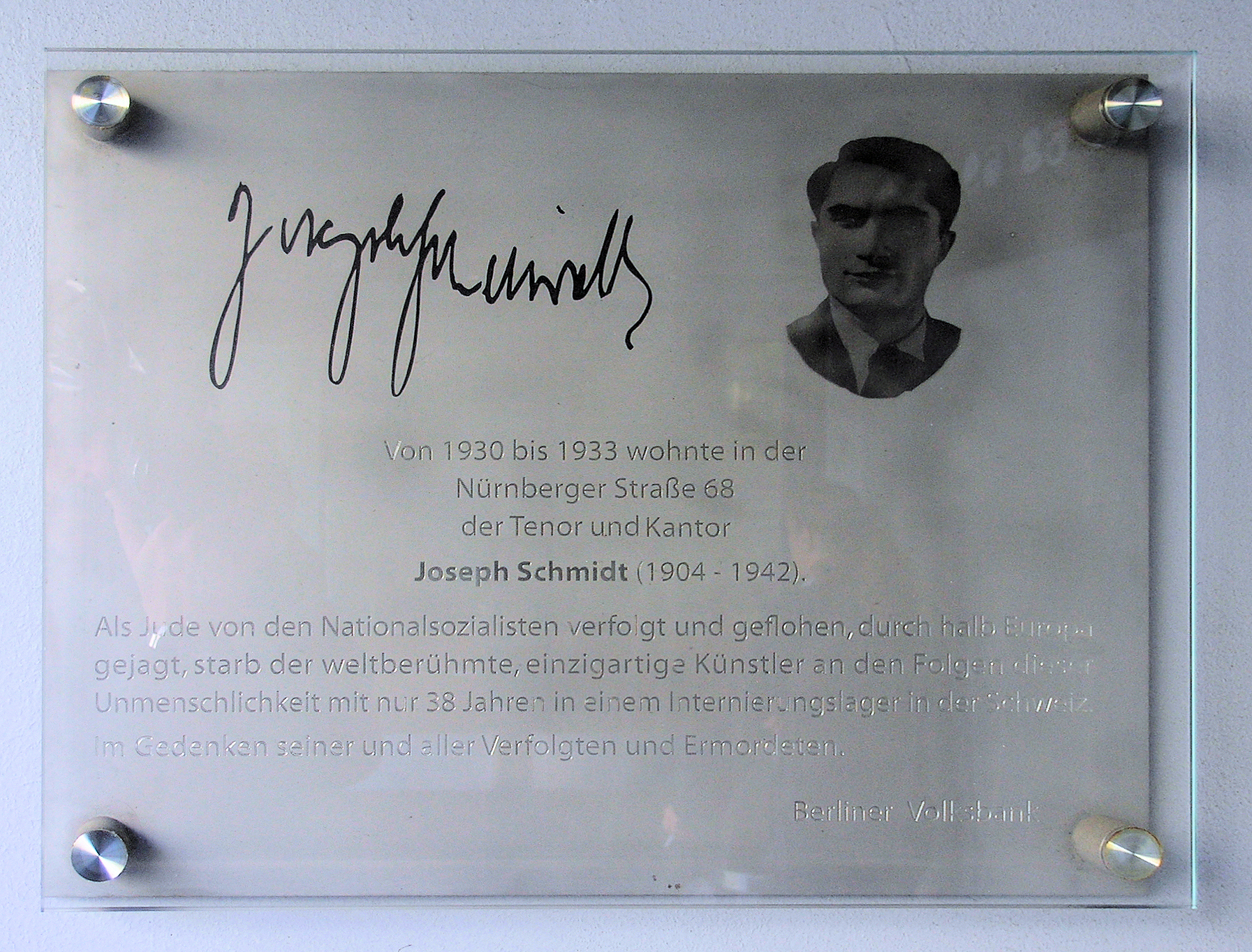
Пам'ятна дошка у Берліні

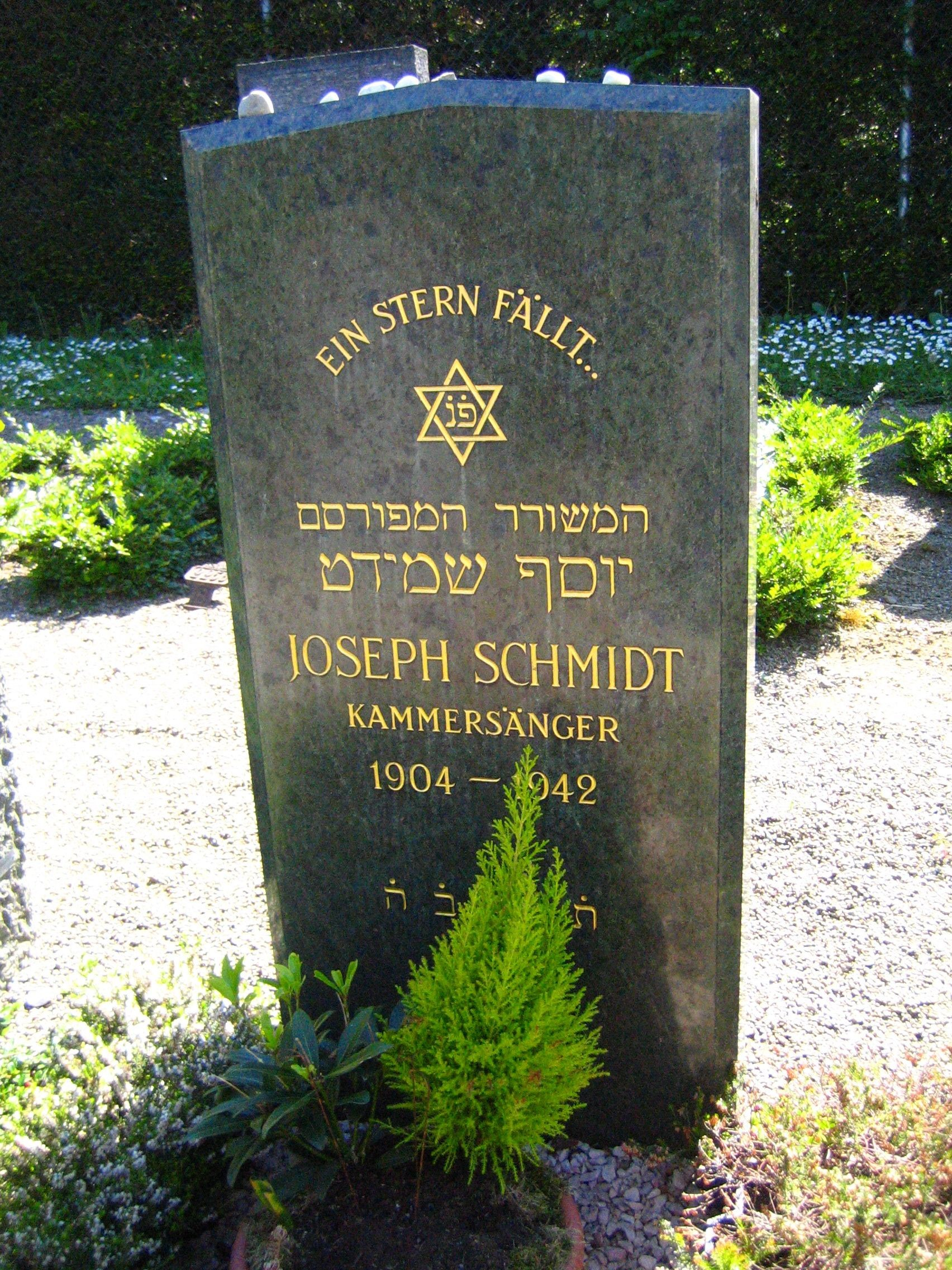
Могила у Цюриху

Йозеф Шмідт (англ. Joseph Schmidt; 4 березня 1904 — 16 листопада 1942) — єврейський оперний співак (тенор).

## Життєпис
Народився 4 березня 1904року в с. Давидени (нині Давидівка Сторожинецького району Чернівецької області). 1914 р. разом з батьками переїздить до Чернівців. Вчиться музичної грамоти у композитора А.Завуловича. Хлопчиком потрапив у хор Чернівецької Синагоги, яким керував великий педагог і знавець вокалу кантор Самуель Тандоштейн. Тут 12-річний Йозеф Шмідт вперше виступив публічно, а відтак — співав у хорі, запрошувався до участі в концертах гастролюючих німецьких оперних груп. 1918 р. вступив до гімназії, а 1922 р. відвідував лекції в торговій академії.
Його дядько Лео Енгель, багатий і розумний менеджер, привіз Йозефа у Берлін, де почався мистецький шлях артиста.
З приходом до влади фашизму змушений був емігрувати з Німеччини. Спочатку іммігрував до Відня (Австрія), а згодом до Парижа, однак після захоплення останнього фашистами був змушений покинути і його. Останнім місцем його проживання стала Швейцарія, де у маленькому готелі неподалік Цюриха, в приміщені ресторану у місті Вальдегг, після гострого запалення горла, помер від закупорки серцевого шлуночка. Сталось це неподалік табору для інтернованих, куди він був поміщений як єврейський втікач, 16 листопада 1942 р. На могилі співака викарбувані слова: «Зірка впала».

## Творчість
У 1924—1926 рр. навчався у Віденській консерваторії та Берлінській академічній вищій музичній школі. 29 березня 1929 р. дебютував у ролі Васко де Гама в опері Д. Мейербура «Африканка» по берлінському радіо. Співав у Берлінській, Віденській, Брюссельській операх.
1933 року співак виїхав у тривале концертне турне по США, Мексиці, Кубі, Нідерландах, Бельгії. Того ж року дав два концерти у Чернівцях у залі Музичного товариства (тепер обласна філармонія).
Виконував оперні партії з «Аїди», «Євгеній Онєгін», «Втеча з Сералю», «Летючий голандець», «Трубадур», з маловідомої опери П. І. Чайковського «Черевички», соло тенора в симфонії «Фауст» Ф. Ліста. Увійшов до книги «Ми з опери», яка була надрукована у Мюнхені 1932 р.
Його порівнювали з геніальним Енріко Карузо. Співак також знімався у фільмах.

## Фільми за участю Й. Шмідта
- Пісня крокує світом.
- Сьогодні найщасливіший день у моєму житті.
- Коли ти молодий, весь світ твій.
- Експрес любові.
- Зірка падає з неба.

## Вшанування співака
У Відні є площа імені Йозефа Шмідта.
У Берліні його ім'ям названо вулицю й музичну школу; на будинку, де він жив, встановлено меморіальну дошку.
23 грудня 1990 р. клопотанням ентузіастів відродження єврейської культури, зокрема педагога Пінкаса Лутінгера, в кінотеатрі «Чернівці» — колишньому Темплі, центральній Синагозі міста, де започаткувався творчий злет співака, Йозефу Шмідту відкрито меморіальну дошку.
У 1992 р. відомий актор Альфред А. Фессбінд видав у Цюриху багатоілюстровану книгу про життя і творчу діяльність великого співака та актора «Йозеф Шмідт».
Восени 2000 р. на «Алеї зірок» у Чернівцях засяяла зірка Йозефа Шмідта.
У січні 2008 року в Тель-Авіві у сквері поблизу будівлі Опери коштом світового співтовариства буковинських євреїв було встановлено меморіальний камінь Й. Шмідту.
Про останні місяці життя Йозефа Шмідта у своєму романі «Співак» (2019) написав відомий швейцарський письменник Лукас Гартманн. В українському перекладі Юрія Сильвестрова твір вийшов 2021 року в чернівецькому видавництві «Книги–ХХІ».